# Карточный домик (телесериал)
«Ка́рточный до́мик» (англ. House of Cards) — американский веб-сериал в жанре политического триллера, созданный Бо Уиллимоном. Адаптация одноимённого мини-сериала BBC по одноимённому роману Майкла Доббса.
Премьера первого сезона шоу, состоящего из 13 эпизодов, состоялась на сервисе Netflix 1 февраля 2013 года. Действие сериала происходит в Вашингтоне. Съёмки второго сезона, также состоящего из 13 серий, прошли с апреля по ноябрь 2013 года и вышли в эфир 14 февраля 2014 года. Премьера третьего сезона состоялась 27 февраля 2015 года на Netflix. Четвёртый сезон вышел 4 марта 2016 года. В январе 2016 года стало известно, что сериал продлён на пятый сезон. В декабре 2017 года были слухи о закрытии сериала после 5 сезона. В январе 2018 года сериал продлён на 6 сезон, который стал финальным. Премьера шестого сезона состоялась на Netflix 2 ноября 2018 года.

## Сюжет
Амбициозный конгрессмен от Демократической партии Фрэнк Андервуд в обмен на обещание сделать его Государственным секретарём США помогает Гаррету Уокеру стать президентом США. Однако, после выборов глава администрации президента Линда Васкес сообщает Андервуду, что он не получит должность. Взбешённые предательством Фрэнк и его жена Клэр готовы пойти на всё, чтобы отомстить новоиспечённому президенту.

## Актёрский состав

### Администрация США
- Кевин Спейси — Фрэнк Андервуд, парламентский организатор большинства в Палате Представителей Конгресса США, конгрессмен от 5-го избирательного округа Южной Каролины (1—14 серии), вице-президент США (14—26 серии), 46-й президент США (с 26 серии), муж Клэр Андервуд. (1—5 сезоны). Умер «при загадочных обстоятельствах» — скончался от передозировки лекарствами, устроенной Дагом Стэмпером (1—5 сезоны).
- Робин Райт — Клэр Андервуд, руководитель некоммерческой организации «Инициатива чистой воды» (1—14 серии), вторая леди США (14—26 серии), первая леди США (с 26 серии), постоянный представитель США при ООН (с 29 по 37 серию), кандидат в вице-президенты США (с 50 по 61 серию), вице-президент США (с 61 по 65 серию), 47-й президент США (с 65-й серии). Жена Фрэнка Андервуда, состояла в отношениях с фотохудожником по имени Адам Голуэй (1 сезон), а позже с писателем Томасом Йейтсом (4—5 сезоны). В 6 сезоне оказалась беременна от Фрэнка. (1—6 сезоны).
- Майкл Келли — Даглас (Даг) Стэмпер, руководитель аппарата партийного организатора (1—14 серий), руководитель аппарата вице-президента США (14—26 серии), руководитель аппарата президента США (с 38 по 65 серию). Убит Клэр Андервуд в финале сериала. (1—6 сезоны).
- Дерек Сесил — Сет Грейсон, пресс-секретарь вице-президента США (18—26 серии), пресс-секретарь Белого дома (с 26 по 65 серию) (2—6 сезоны).
- Нив Кэмпбелл — Лиэнн Харви, политтехнолог, руководитель предвыборной кампании Андервудов на выборах 2016 года, глава администрации Президента США (65 серия), погибла в 65-й серии в автокатастрофе при загадочных обстоятельствах (4—5 сезоны).
- Кэмпбелл Скотт — Марк Ашер, политтехнолог, особый советник кампании Республиканской партии на выборах 2016 года, после выборов — особый советник в Белом доме (5 сезон), вице-президент США (6 сезон). В 6 сезоне состоял в отношениях с Аннет Шепард. (5—6 сезоны).
- Патриша Кларксон — Джейн Дэвис, заместитель секретаря международной торговли США — особый советник Клэр Андервуд. Погибла при загадочных обстоятельствах, обнаружена мёртвой в доме Марка Ашера. (5—6 сезоны).
- Махершала Али — Реми Дэнтон, партнёр в лоббистской компании Glendon Hill (1—26 серий), руководитель аппарата президента США (с 27—36 серии), лоббист Реймонда Таска (с 44 серии), состоит в отношениях с Джеки Шарп (2—4 сезоны).
- Натан Дэрроу[англ.] — Эдвард Мичем, сотрудник полиции Капитолия (1—14 серии), сотрудник Секретной службы и начальник охраны Андервуда (14—43 серии). В 43 серии погиб, защищая Фрэнка Андервуда от выстрела Лукаса Гудвина (1—4 сезоны).
- Майкл Гилл[англ.] — Гаррет Уокер, 45-й президент США (1—26 серии), бывший губернатор Колорадо (1—5 сезоны).
- Джоанна Гоинг — Патриция (Триша) Уокер, первая леди США (1—26 серии), жена Гаррета Уокера (1—3 сезоны).
- Дэн Зиски[англ.] — Джим Мэтьюс, вице-президент США (1—14 серии), губернатор Пенсильвании (с 15 серии) (1, 5 сезоны).
- Рид Берни — Дональд Блайт, конгрессмен от штата Вермонт, автор законопроекта об образовании (в 1 сезоне), вице-президент США (с 27 серии), с 43 по 45 серию исполнял обязанности президента США пока Андервуд был в коме (1—5 сезоны).
- Джейн Аткинсон — Кэтрин Дюран, госсекретарь США (1—5 сезоны), умерла от болезни, позже оказалось, что она инсценировала собственную смерть и жила во Франции. Убита в 71 серии. (1—6 сезоны).
- Сакина Джаффри — Линда Васкес, руководитель аппарата президента США (1—20 серии) (1—2, 6 сезоны).
- Элизабет Нормент[англ.] — Нэнси Кауфбергер, секретарь Фрэнка Андервуда (1—20 серии) (1—2 сезоны).
- Джереми Холм — Нэйтан Грин, заместитель директора, впоследствии директор контртеррористического центра ФБР (2—6 сезоны).
- Сэмюэль Пэйдж — Коннор Эллис, консультант по медиа, затем становится директором по связям Клэр Андервуд.

### Конгресс США
- Кори Столл — Питер Руссо, конгрессмен от 1-го избирательного округа Пенсильвании, кандидат в губернаторы штата Пенсильвания. Состоял в отношениях с Кристиной Галлагер, убит Фрэнком Андервудом в 11 серии. По официальной версии покончил с собой (1—11 серии) (1, 4 сезоны).
- Кристен Коннолли — Кристина Галлагер, помощница Питтера Руссо (1—14 серии), помощница Президента США (14-20 серии). Состояла в отношениях с Питером Руссо, (1-20 серии) (1—2 сезоны).
- Молли Паркер — Жаклин (Джеки) Шарп, конгрессвумен от штата Калифорния, партийный организатор большинства в палате представителей Конгресса США (16—26 серии), заместитель партийного организатора меньшинства в палате представителей Конгресса США (с 27 серии). В 3 сезоне — кандидат в президенты США от Демократической партии. Состоит в отношениях с Реми Дэнтоном (2—4 сезоны).
- Ларри Пэйн[англ.] — Боб Бёрч, спикер палаты представителей Конгресса США (1—26 серии), лидер меньшинства палаты представителей Конгресса США (с 27 серии) (1—5 сезоны).
- Кёртис Кук — Терри Вомак, лидер большинства в палате представителей Конгресса США (4—26 серии), партийный организатор меньшинства в палате представителей Конгресса США (с 27 серии) (1—5 сезоны).
- Кевин Килнер — Майкл Керн, сенатор от штата Колорадо, претендент на должность государственного секретаря (1—2 серия) (1—2 сезоны).
- Бенито Мартинез — Гектор Мендоза, лидер большинства в Сенате США (2—3 сезоны).
- Джеймс Мартинез — Алекс Ромеро, конгрессмен от штата Аризона, член Демократической партии, глава комитета «По объявлению войны», позже член Юридического комитета Палаты Представителей (5 сезон).
- Сисели Тайсон — Дорис Джонс, конгрессвумен от штата Южная Каролина, предстоящий выход на пенсию которой мог дать Клэр Андервуд возможность получить место в Палате представителей США (4 сезон)

### Журналисты
- Кейт Мара — Зои Барнс, корреспондент газеты Washington Herald (1—4 серии), старший репортёр в Slugline (5—14 серии). Состояла в отношениях с Фрэнком Андервудом, позже с Лукасом Гудвином. Убита Фрэнком Андервудом в 14 серии. По официальной версии оступилась и упала под поезд вашингтонского метро (1—2, 4 сезоны).
- Себастьян Арселас — Лукас Гудвин, заместитель главного редактора газеты Washington Herald (1—17 серии). Состоял в отношениях с Зои Барнс, стараниями администрации Фрэнка Андервуда был осуждён на длительный срок за кибертерроризм. В 41 серии был освобождён по программе защиты свидетелей, в 43 серии выстрелом из пистолета ранил Фрэнка Андервуда, но был убит Эдвардом Мичемом (1—4 сезоны).
- Констанс Зиммер — Джанин Скорски, корреспондент газеты Washington Herald в Белом Доме (1—8 серии), репортёр в Slugline (8-14 серии), после убийства Зои Барнс оставила журналистику (1—2 сезоны).
- Можан Марно — Айла Сайад, корреспондент газеты Wall Street Telegraph в Белом Доме (до 31 серии). Исключена Сетом Грейсоном из журналистского пула Белого дома за нарушение протокола во время пресс-конференции Президента (2—3 сезоны).
- Ким Диккенс — Кейт Болдуин, корреспондент газеты Wall Street Telegraph в Белом Доме (с 32 серии), состояла в отношениях с Томасом Йейтсом (3—5 сезоны).
- Борис Макгивер — Том Хаммершмидт, главный редактор газеты Washington Herald (1—5 серии), после смерти Лукаса Гудвина раскрыл преступления Фрэнка Андервуда, позже вернулся в Washington Herald. Убит в 6 серии 6 сезона по приказу Клэр. (1—6 сезоны).
- Кэтлин Шелфант — Маргарет Тилден, владелица газеты Washington Herald (1, 4—5 сезоны).

### Прочие персонажи
- Рэйчел Броснахэн — Рэйчел Поснер, проститутка, пойманная полицией с Питером Руссо. В 26 серии пыталась убить Дага Стэмпера, после чего он восстанавливался на протяжении года. В 39 серии убита Дагом Стэмпером (1—3 сезоны).
- Сандрин Холт — Джиллиан Коул, помощница Клэр Андервуд в некоммерческой организации «Инициатива чистой воды» (3—14 серии), руководитель некомерческой организации «Инициатива чистой воды» (с 14 серии) (1—2 сезоны).
- Рег Кэти[англ.] — Фредди Хейс, владелец кафе Freddy’s BBQ (1—22 серии), садовник в Белом доме (34—50 серии) (1—4 сезоны).
- Бен Дэниэлс — Адам Голуэй, фотохудожник, состоял в отношениях с Клэр Андервуд (1—2 сезоны).
- Джеральд Макрейни — Реймонд Таск, миллиардер с состоянием более 40 миллиардов долларов. Друг и наставник президента Гаррета Уокера. По его рекомендации Уокер назначил Андервуда на должность вице-президента США. Враждовал с Фрэнком Андервудом, однако именно его показания в Конгрессе в 26 серии привели к отставке президента Уокера и приходу Андервуда к власти. В 44 серии помог урегулировать кризис с Россией (1—5 сезоны).
- Гил Бирмингем — Даниэл Лэнэган, владелец казино в индейской резервации в Миссурри, участник схемы по отмыванию денег на избирательные кампании Демократической партии (2 сезон).
- Терри Чен[англ.] — Ксандр Фэн, китайский промышленник с состоянием более 50 миллиардов, бизнес-партнёр Реймонда Таска (2 сезон).
- Джимми Симпсон — Гэвин Орсей, хакер, сотрудник контртеррористического центра ФБР (с 27 серии), помог Дагу Стэмперу посадить Лукаса Гудвина (2—3 сезоны).
- Ларс Миккельсен — Виктор Петров, президент Российской Федерации (3—6 сезоны).
- Элизабет Марвел — Хизер Данбар, генеральный солиситор США (до 30 серии), кандидат в президенты США от демократической партии (30—46 серии) (2—4 сезоны).
- Пол Спаркс — Томас Йейтс, писатель, спичрайтер Клэр Андервуд, состоял в отношениях с Кейт Болдуин, а позже с Клэр Андервуд (с 49 серии), отравлен Клэр Андервуд в 64 серии (3—5 сезоны).
- Эллен Бёрстин — Элизабет Хэйл, мать Клэр Андервуд, умерла от препарата, данного ей Клэр Андервуд (4 сезон).
- Юэль Киннаман — Уиллиам (Уилл) Конвэй, кандидат в президенты от Республиканской партии США, губернатор штата Нью-Йорк (4—5 сезоны).
- Колм Фиори — Теодор Брокгарт, генерал, кандидат в вице-президенты от Республиканской партии США (4-5 сезоны).
- Дамиан Янг — Эйдан Макаллен, владелец компании по обработке данных, сотрудник АНБ, близкий друг семьи Лиэнн Харви. Не выдержав давления Андервудов, сбежал из США. В 62 серии покончил жизнь самоубийством. (4—5 сезоны).
- Лэнс Николс[англ.] — Джин Клэнси, мэр города Гафни, Южная Каролина.
- Келли Аукойн[англ.] — Гари Стэмпер, брат Дага Стэмпера.
- Венди Мониз — Лаура Моретти, подруга и любовница Дага Стэмпера. По вине Дага потеряла своего супруга. (4-5 сезоны).

## Производство
Съёмки первого сезона начались в январе 2012 года в округе Харфорд (штат Мэриленд). Съёмки в 2013 году в основном проходили в Балтиморе (штат Мэриленд).
В начале июля 2014 года стало известно о том, что российская делегация в ООН заблокировала запрос продюсеров телесериала на съёмку двух эпизодов третьего сезона в помещениях Совета Безопасности. Позиция России связана с тем, что это помещение должно быть доступно постоянно на случай непредвиденной ситуации в мире. Реакция российских дипломатов последовала спустя неделю после заявления генсека ООН Пан Ги Муна о необходимости запечатлеть в сериале Совбез для осведомления людей о деятельности организации.
30 октября 2017 года, вслед за обвинениями в сексуальных домогательствах в сторону Спейси, Netflix объявил, что шестой сезон станет для шоу последним; на следующий день стало известно, что производство шестого сезона было приостановлено. 3 ноября 2017 года было объявлено, что Спейси был уволен из сериала. Впоследствии открытые в связи с обвинениями уголовные дела были закрыты.

## В ролях

### Основной состав
= Главная роль в сезоне
     = Второстепенная роль в сезоне
     = Гостевая роль в сезоне
     = Не появляется
| Актёр               | Персонаж             | Появление в сезонах | Появление в сезонах | Появление в сезонах | Появление в сезонах | Появление в сезонах | Появление в сезонах | Появление в сезонах |
| Актёр               | Персонаж             | 1                   | 2                   | 3                   | 4                   | 5                   | 6                   | Эпизоды             |
| ------------------- | -------------------- | ------------------- | ------------------- | ------------------- | ------------------- | ------------------- | ------------------- | ------------------- |
| Кевин Спейси        | Фрэнсис Дж. Андервуд | 13                  | 13                  | 13                  | 13                  | 13                  |                     | 65                  |
| Робин Райт          | Клэр Андервуд        | 13                  | 13                  | 13                  | 13                  | 13                  | 8                   | 73                  |
| Кейт Мара           | Зои Барнс            | 13                  | 1                   |                     | 1                   |                     |                     | 15                  |
| Кори Столл          | Питер Руссо          | 11                  |                     |                     | 1                   |                     |                     | 12                  |
| Майкл Келли         | Дуглас Стампер       | 13                  | 12                  | 13                  | 13                  | 13                  | 8                   | 72                  |
| Сакина Джаффри      | Линда Васкес         | 11                  | 7                   |                     |                     |                     | 1                   | 19                  |
| Кристен Коннолли    | Кристина Галлагер    | 13                  | 4                   |                     |                     |                     |                     | 17                  |
| Себастиан Аркелас   | Лукас Гудвин         | 8                   | 6                   |                     | 3                   |                     |                     | 17                  |
| Майкл Гилл          | Гаррет Уокер         | 9                   | 13                  |                     | 2                   | 1                   |                     | 25                  |
| Натан Дэрроу        | Эдвард Мичем         | 10                  | 11                  | 11                  | 3                   |                     |                     | 35                  |
| Рэйчел Броснахэн    | Рэйчел Поснер        | 7                   | 8                   | 4                   |                     |                     |                     | 19                  |
| Констанс Зиммер     | Джанин Скорски       | 9                   | 3                   |                     | 1                   |                     | 6                   | 19                  |
| Махершала Али       | Реми Дентон          | 7                   | 9                   | 11                  | 6                   |                     |                     | 33                  |
| Борис МакГивер      | Том Хаммершмидт      | 5                   | 2                   |                     | 7                   | 12                  | 5                   | 31                  |
| Сандрин Холт        | Джиллиан Коул        | 9                   | 1                   |                     |                     |                     |                     | 10                  |
| Джейн Аткинсон      | Кэтрин Дюран         | 3                   | 7                   | 4                   | 9                   | 11                  | 4                   | 38                  |
| Джеральд Макрейни   | Реймонд Таск         | 2                   | 11                  |                     | 2                   | 1                   |                     | 16                  |
| Молли Паркер        | Жаклин Шарп          |                     | 11                  | 9                   | 5                   |                     |                     | 25                  |
| Джимми Симпсон      | Гэвин Орсей          |                     | 8                   | 9                   |                     |                     |                     | 17                  |
| Можан Марно         | Айла Сайад           |                     | 8                   | 3                   |                     |                     |                     | 11                  |
| Дерек Сесил         | Сет Грейсон          |                     | 9                   | 11                  | 10                  | 12                  | 8                   | 50                  |
| Элизабет Марвел     | Хизер Данбар         |                     | 3                   | 12                  | 8                   |                     |                     | 23                  |
| Пол Спаркс          | Томас Йейтс          |                     |                     | 9                   | 6                   | 12                  | 1                   | 28                  |
| Ларс Миккельсен     | Виктор Петров        |                     |                     | 4                   | 3                   | 3                   | 3                   | 13                  |
| Ким Диккенс         | Кейт Болдуин         |                     |                     | 6                   | 2                   | 1                   |                     | 9                   |
| Нив Кэмпбелл        | Лиэнн Харви          |                     |                     |                     | 13                  | 12                  |                     | 25                  |
| Юэль Киннаман       | Уилл Конуэй          |                     |                     |                     | 8                   | 7                   |                     | 15                  |
| Доминик Макеллиготт | Ханна Конуэй         |                     |                     |                     | 7                   | 8                   |                     | 15                  |
| Дамиан Янг          | Эйдан Макаллан       |                     |                     |                     | 7                   | 8                   |                     | 15                  |
| Кэмпбелл Скотт      | Марк Ашер            |                     |                     |                     |                     | 11                  | 8                   | 19                  |
| Патриша Кларксон    | Джэйн Дэвис          |                     |                     |                     |                     | 7                   | 4                   | 11                  |
| Кори Джексон        | Шон Джеффрис         |                     |                     |                     |                     | 11                  |                     | 11                  |
| Деймс Мартинез      | Алекс Ромеро         |                     |                     |                     |                     | 9                   |                     | 9                   |
| Дайан Лейн          | Аннет Шепард         |                     |                     |                     |                     |                     | 7                   | 7                   |
| Грег Киннир         | Билл Шепард          |                     |                     |                     |                     |                     | 7                   | 7                   |
| Коди Ферн           | Дункан Шепард        |                     |                     |                     |                     |                     | 6                   | 6                   |
| Всего эпизодов      | Всего эпизодов       | 13                  | 13                  | 13                  | 13                  | 13                  | 8                   | 73                  |

## Отзывы
Сериал получил положительные отзывы критиков. На Metacritic рейтинг первого сезона сериала составляет 76 баллов из 100 на основе 24 рецензий, рейтинг второго сезона составляет 80 баллов из 100 на основе 25 рецензий.

## Эпизоды
Список и описание эпизодов американского телесериала «Карточный домик» (2013).
Сериал создан в жанре политической драмы, является адаптацией одноимённого сериала BBC по роману Майкла Доббса. Премьера прошла на видеосервисе Netflix, где 1 февраля 2013 года были выложены сразу все 13 серий первого сезона. Съёмки второго сезона, также состоящего из 13 серий, прошли с апреля по ноябрь 2013 года и вышли в эфир 14 февраля 2014 года. Премьера третьего сезона состоялась 27 февраля 2015 года, четвёртого — 4 марта 2016 года.

## Обзор сезонов
| Сезон | Серии | Серии | Даты показа     | Даты показа     |
| ----- | ----- | ----- | --------------- | --------------- |
| 1     | 13    | 13    | 1 февраля 2013  | 1 февраля 2013  |
| 2     | 13    | 13    | 14 февраля 2014 | 14 февраля 2014 |
| 3     | 13    | 13    | 27 февраля 2015 | 27 февраля 2015 |
| 4     | 13    | 13    | 4 марта 2016    | 4 марта 2016    |
| 5     | 13    | 13    | 30 мая 2017     | 30 мая 2017     |
| 6     | 8     | 8     | 2 ноября 2018   | 2 ноября 2018   |

## Список серий

### Сезон 1 (2013)
| № общий | № в сезоне | Название                | Режиссёр         | Автор сценария                      | Дата премьеры  | Произв. код |
| --- | ---------- | ----------------------- | ---------------- | ----------------------------------- | -------------- | ----------- |
| 1 | 1          | «Глава 1» «Chapter 1»   | Дэвид Финчер     | Бо Уиллимон                         | 1 февраля 2013 | HOC-101     |
| Фрэнсис (Фрэнк) Андервуд — конгрессмен и партийный организатор демократической партии США, которого победивший на выборах президента Гарретт Уокер пообещал сделать государственным секретарём. Но позже глава администрации президента Линда Васкез сообщает Андервуду, что президент решил оставить его в Конгрессе и поручить работу над законом об образовании вместе с Дональдом Блайтом, а секретарём сделать сенатора Майкла Керна. Андервуд соглашается, но втайне с супругой Клэр, владеющей НКО по охране природы «Clear Water Initiative», решает отомстить Уокеру, сместив с поста президента. Первой целью становится Керн, для чего начинается поиск союзников. Когда конгрессмена Питера Руссо арестовывают за вождение в нетрезвом виде вместе с проституткой Рейчел Познер, Фрэнку удаётся замять дело, в обмен потребовав от коллеги лояльности. Молодая журналистка газеты «The Washington Herald» Зои Барнс соглашается публиковать инсайд от Андервуда без каких-либо вопросов, что будет выгодно им обоим: он сможет использовать компромат против соперников, она — добьётся карьерного роста. Первым шагом становится утечка чернового варианта проекта закона об образовании авторства Блайта, предполагающего усиление государственного регулирования в этой отрасли, что вызывает сильный политический скандал на следующий день после инаугурации Уокера. |            |                         |                  |                                     |                |             |
| 2 | 2          | «Глава 2» «Chapter 2»   | Дэвид Финчер     | Бо Уиллимон                         | 1 февраля 2013 | HOC-102     |
| После утечки законопроекта Фрэнку удается получить полный контроль над законом по просьбе президента. После этого ему удаётся отдалить от проекта Блайта, решившего не мешать дальнейшей работе. Затем конгрессмен нанимает команду молодых стажеров для создания нового варианта за неделю, хотя на это обычно уходят месяцы. Клэр вынуждена уволить более половины своих сотрудников из-за сокращения пожертвований после несостоявшегося назначения Андервуда. Через Зои Барнс конгрессмену удаётся вбросить информацию об антиизраильских публикациях в университетской газете, которой руководил Майкл Керн во времена учёбы. Также он заставляет Питера Руссо отправиться к наркоману и конспирологу Рою Капиньяку, учившемуся вместе с Майклом, чтобы тот назвал Керна автором этой статьи и, таким образом, окончательно уничтожил шансы на госдолжность своего бывшего однокурсника. После этого Андервуд с помощью Зои вбрасывает имя Кэтрин Дюран в качестве главного кандидата на пост Государственного секретаря от Белого дома. |            |                         |                  |                                     |                |             |
| 3 | 3          | «Глава 3» «Chapter 3»   | Джеймс Фоули     | Кит Хафф и Бо Уиллимон              | 1 февраля 2013 | HOC-103     |
| Несмотря на дебаты о законе, Фрэнк возвращается в свой родной город Гафни, где из-за несчастного случая погибла девушка. Политический соперник Андервуда призывает родителей погибшей обратиться в суд, чем может навредить карьере конгрессмена. Клэр знакомится с активисткой WorldWell Джиллиан Коули и нанимает её на работу. Ассистентка и любовница Питера Руссо Кристина Галлагер говорит ему о предложении работать в другом месте, что может сделать их тайную связь публичной. После конфликта с главным редактором газеты и запретом на дальнейшие интервью Зои обращается к Фрэнку за советом. |            |                         |                  |                                     |                |             |
| 4 | 4          | «Глава 4» «Chapter 4»   | Джеймс Фоули     | Рик Кливлэнд и Бо Уиллимон          | 1 февраля 2013 | HOC-104     |
| Спикер палаты представителей от демократов Боб Бёрч отказывается поддержать закон об образовании из-за ряда противоречивых поправок. Фрэнку с помощью интриг удаётся сменить лидера парламентского большинства на удобную для себя кандидатуру Терри Вомака и склонить Бёрча на свою сторону. Также он заставляет Питера Руссо согласиться с закрытием верфи в собственном округе, чтобы Министерство обороны не трогало военную базу в округе Вомака. Том Хаммершмидт предлагает Зои Барнс должность корреспондента в Белом доме, но она под нажимом Андервуда отказывается. Это становится причиной ссоры с главредом и его оскорблений в её адрес, после чего Барнс уходит из газеты. Бывший сотрудник Андервуда Реми Дэнтон, теперь лоббирующий интересы газодобывающей компании «SunCorp Industries», предлагает Клэр восстановление прежнего финансирования работы её НКО, но под давлением Фрэнка та отказывается. Фотограф Адам Галлоуэй пытается возродить свои отношения с Клэр, но не получает взаимности. Андервуд приезжает на квартиру к Зои и занимается с ней сексом. |            |                         |                  |                                     |                |             |
| 5 | 5          | «Глава 5» «Chapter 5»   | Джоэл Шумахер    | Сара Трим                           | 1 февраля 2013 | HOC-105     |
| После конфликта с Зоуи Хаммершмидта увольняют. Клэр догадывается об интимной связи мужа, и, несмотря на молчаливое понимание, возобновляет интерес к Адаму. Поправки к закону приводят к жёсткой встрече Андервуда и главного лоббиста профсоюзов учителей Мартина Спинеллы. Безработица в родном округе после закрытия верфи и разрыв с Кристиной приводит Питера Руссо к депрессии и алкоголю. Придя домой к Фрэнку, он узнаёт, что тот готовится выдвинуть его на пост губернатора Пенсильвании, при условии если Питер откажется от алкоголя. Зои устраивается в онлайн-издание «Slugline». Спинелла пытается сорвать благотворительный вечер, созванный для получения пожертвований НКО Клэр. |            |                         |                  |                                     |                |             |
| 6 | 6          | «Глава 6» «Chapter 6»   | Джоэл Шумахер    | Сэм Форман и Бо Уиллимон            | 1 февраля 2013 | HOC-106     |
| Профсоюзы начинают общенациональную забастовку, что приводит к падению рейтингов президента Уокера, требующего Фрэнка отказаться от закона. В окно Андервуда неизвестный бросает кирпич, что конгрессмен использует для нападок на Мартина Спинеллу. Питер Руссо соглашается начать борьбу за пост губернатора, помочь которой может экологический проект Клэр с созданием новых рабочих мест. Дагу Стемперу через прослушку полицейской волны удаётся найти удобный инцидент, чтобы конгрессмен смог организовать более удачную кампанию против профсоюзов. На итоговой встрече наедине со Спинеллой Андервуд заявляет, что кирпич в его окно бросил сам Даг, а после провоцирует лоббиста на рукоприкладство. После этого он предлагает Мартину прекратить забастовку, или полиция отправит его в тюрьму. |            |                         |                  |                                     |                |             |
| 7 | 7          | «Глава 7» «Chapter 7»   | Чарльз МакДугалл | Кейт Барноу и Бо Уиллимон           | 1 февраля 2013 | HOC-107     |
| Президент подписывает закон об образовании, что повышает авторитет Фрэнка. Питер Руссо начинает подготовку к губернаторским выборам, и, в соответствии со своим обещанием бросить пить, посещает встречи анонимных алкоголиков. Андервуд уговаривает Кристину вернуться к Питеру и участвовать в грядущей кампании, а также пытается через Зои создать благоприятный информационный фон к выдвижению нового кандидата. Зои предлагает Джанин Скорски присоединиться к команде «Slugline». |            |                         |                  |                                     |                |             |
| 8 | 8          | «Глава 8» «Chapter 8»   | Чарльз МакДугалл | Бо Уиллимон                         | 1 февраля 2013 | HOC-108     |
| Фрэнк Андервуд вместе с Клэр посещает свою альма-матер — военное училище, руководство которого решает назвать в честь успешного выпускника новую библиотеку. Мероприятие посещает лоббист Реми Дэнтон, сомневающийся насчёт продвигаемого Фрэнком кандидата в Пенсильвании. Сам Питер Руссо возвращается в Филадельфию, желая получить поддержку ассоциации судостроителей через новый законопроект, на который завязан экологический проект Клэр. |            |                         |                  |                                     |                |             |
| 9 | 9          | «Глава 9» «Chapter 9»   | Джеймс Фоули     | Бо Уиллимон и Рик Кливленд          | 1 февраля 2013 | HOC-109     |
| В ходе автобусного тура по родному штату у Руссо происходит конфликт с вице-президентом Мэттьюсом, присланным президентом для поддержки однопартийца. Фрэнк пытается собрать голоса для закона об окружающей среде, важного для кампании Питера Руссо, против которого выступают республиканцы и энергетические компании во главе с «Suncorp». Ради победы Фрэнк обращается за помощью к жене, которой Реми Дэнтон предлагает решить существенную для НКО проблему в обмен на воспрепятствование принятию закона. Зои решает прекратить интимные отношения с Фрэнком и оставить только профессиональные, но тот имеет другое мнение на этот счёт. |            |                         |                  |                                     |                |             |
| 10 | 10         | «Глава 10» «Chapter 10» | Карл Франклин    | Сара Трим                           | 1 февраля 2013 | HOC-110     |
| После ссоры с Фрэнком из-за проваленного закона Клэр отправляется к Зои, а потом — к своему бывшему любовнику Адаму Галлоуэйу. Руссо начинает угрожать Андервуду раскрыть все его тайные дела, и тот решает избавиться от неудобного союзника. Даг Стемпер поручает Рейчел Познер опоить Руссо на званом вечере перед важным интервью. На следующее утро похмельное выступление политика на радио становится скандально известным и Руссо теряет последний шанс стать губернатором. Зои переезжает к Лукасу. |            |                         |                  |                                     |                |             |
| 11 | 11         | «Глава 11» «Chapter 11» | Карл Франклин    | Бо Уиллимон, Кейт Барноу и Кит Хафф | 1 февраля 2013 | HOC-111     |
| Фрэнк убеждает Мэттьюса занять место кандидата на выборах губернатора Пенсильвании. Линда Васкез догадывается о далеко идущих планах конгрессмена, и он решает сделать её своей союзницей. Зои посещает дом Андервудов, и Фрэнк предлагает ей прекратить интимные отношения. После пережитого Питер Руссо приходит в полицию с требованием арестовать его за предыдущий инцидент с пьяным вождением, от которого его спас Андервуд. Конгрессмен вместе со Стемпером выводят его из полицейского участка. Однако, по дороге домой к Руссо бывший кандидат в губернаторы заявляет о желании поведать общественности о собственных преступлениях во власти и нести ответственность за содеянное. Фрэнк привозит Питера в его гараж, предлагает ему выпить и, дождавшись, когда тот уснёт, оставляет Руссо в автомобиле с заведенным двигателем, чтобы всё выглядело как самоубийство. |            |                         |                  |                                     |                |             |
| 12 | 12         | «Глава 12» «Chapter 12» | Аллен Култер     | Джина Джонфриддо и Бо Уиллимон      | 1 февраля 2013 | HOC-112     |
| Фрэнк совместно с Васкез начинают подбор кандидатов на пост вице-президента, но Гарретт Уокер внезапно отправляет конгрессмена в Сент-Луис изучить собственного кандидата — миллиардера Рэймонда Таска, сделавшего состояние на атомной энергетике. Спустя время Андервуд понимает, что президент и Таск являются давними знакомыми и объектом наблюдения был он сам. Бизнесмен предлагает поддержать кандидатуру Фрэнка в обмен на будущую услугу, но тот отказывается. Джанин Скорски вместе с Зои начинают более внимательно изучать последние месяцы жизни Руссо. Лукас узнаёт от Зои о её отношениях с Андервудом. |            |                         |                  |                                     |                |             |
| 13 | 13         | «Глава 13» «Chapter 13» | Аллен Култер     | Бо Уиллимон                         | 1 февраля 2013 | HOC-113     |
| Фрэнк пытается сорвать назначение Таска атакой на его активы со стороны SunCorp, но его сопернику удаётся выйти победителем. В итоге конгрессмен и предприниматель встречаются в Вашингтоне и договариваются о совместной работе (в ходе беседы Таск признаётся в авторстве идеи не дать Андервуду пост государственного секретаря), после чего президент предлагает Андервуду пост вице-президента. Клэр консультируется у доктора относительно возможности иметь детей, а также увольняет Джиллиан, которая в ответ подаёт на неё в суд. Зои, Джанин и Лукас Гудвин начинают поиск Рэйчел Познер — чтобы изучить её роль в событиях недавнего прошлого. |            |                         |                  |                                     |                |             |

### Сезон 2 (2014)
| № общий | № в сезоне | Название                | Режиссёр      | Автор сценария              | Дата премьеры   | Произв. код |
| --- | ---------- | ----------------------- | ------------- | --------------------------- | --------------- | ----------- |
| 14 | 1          | «Глава 14» «Chapter 14» | Карл Франклин | Бо Уиллимон                 | 14 февраля 2014 | HOC-201     |
| Назначенный вице-президентом Фрэнк Андервуд узнаёт от Дага Стэмпера о журналистском расследовании, посвящённом смерти Руссо. Он встречается с Зои и уговаривает её начать отношения «с чистого листа», удалив все контакты. Но после этого она начинает задавать вопросы о нестыковках в деле Руссо, после чего Фрэнк бросает её под поезд метро. Власти и медиа подали её смерть как несчастный случай. Джанин Скорски, получив по почте обнажённые фото Барнс, решает прекратить расследование и уехать к матери, но Лукас Гудвин отказывается сдаваться. Даг перевозит Рэйчел Познер в другой город в соседнем штате. Фрэнк получает нового союзника в лице бывшего героя войны Жаклин «Джэки» Шарп, которую хочет сделать новым партийным организатором, для чего предлагает известным претендентам на пост начать борьбу. Клэр Андервуд удаётся прекратить судебный спор с Джиллиан Коул при помощи шантажа и предложения возглавить своё НКО. Несмотря на консультации о возможной беременности, Клэр отказывается от этой возможности ради политических амбиций. |            |                         |               |                             |                 |             |
| 15 | 2          | «Глава 15» «Chapter 15» | Карл Франклин | Бо Уиллимон                 | 14 февраля 2014 | HOC-202     |
| Фрэнк предлагает госсекретарю Кэтрин Дюран сорвать торговые переговоры с КНР поднятием вопроса о прекращении хакерских атак, чтобы снизить влияние Рэймонда Таска на президента Уокера. Для получения желанной должности в Конгрессе, Джеки Шарп встаёт перед моральной дилеммой. Лукас Гудвин через глубокий интернет начинает поиски хакера для взлома телефонных записей Андервуда, а также пытается определить взаимосвязь между ним и смертями Зои и Руссо, от чего его пытается отговорить Том Хаммершмидт. Фрэнк узнаёт от своей супруги, что награждённый им новый командующий стратегическими силами генерал Далтон МакГиннис на первом курсе университета изнасиловал Клэр. Президент Уокер под воздействием вице-президента Андервуда озвучивает жёсткую позицию по переговорам с Китаем, из-за чего они прекращаются. |            |                         |               |                             |                 |             |
| 16 | 3          | «Глава 16» «Chapter 16» | Джеймс Фоули  | Билл Кейн                   | 14 февраля 2014 | HOC-203     |
| Пока президент готовит послание к конгрессу, Фрэнк пытается добиться поддержки закона об ужесточении соцобеспечения от обеих партий во избежание приостановки работы правительства. Глава республиканского большинства в Сенате Гектор Мендоза в итоге отказывается от компромисса и решает сорвать принятие закона через процедуру филибастера и отсутствие кворума, из-за чего вице-президенту приходится принять решительные меры. Лукас обращается к бывшей любовнице Питера Руссо Кристине Галлагер с просьбой помочь в расследовании, а потом выходит на хакера Гэвина Орсея, обещающего помочь журналисту. Чтобы разобраться с Лукасом, Даг обращается к ФБР с просьбой начать спецоперацию для его поимки с поличным. Рэйчел Познер связывается со своей матерью и знакомится с Лизой Уилльямс несмотря на запреты Дага. |            |                         |               |                             |                 |             |
| 17 | 4          | «Глава 17» «Chapter 17» | Джеймс Фоули  | Лора Исон                   | 14 февраля 2014 | HOC-204     |
| Фрэнк пытается обеспечить последние голоса для прохождения поправки по соцобеспечению, для чего обращается к Дональду Блайту, который затаил на него злобу из-за итогового варианта закона об образовании. В ходе своего интервью Клэр заявляет о собственном изнасиловании в юности МакГиннисом и дальнейшем аборте (что является больше ложью, чем правдой), о схожем случае заявляет ещё одна военнослужащая. Гэвин Орсей встречается с собственным куратором из ФБР, для которого уже в качестве информатора в обмен на отмену уголовного дела уже сдал нескольких хакеров. Силовик требует от него подвести Лукаса под обвинение в кибертерроризме, чтобы с его журналистским расследованием было окончательно покончено. |            |                         |               |                             |                 |             |
| 18 | 5          | «Глава 18» «Chapter 18» | Джон Коулз    | Кеннет Лин                  | 14 февраля 2014 | HOC-205     |
| Фрэнк проводит переговоры по обратным каналам с Ксандером Феном, богатым китайским бизнесменом и партнёром Рэймонда Таска, по поводу строительства моста через Лонг-Айленд. Фрэнк обнаруживает, что китайский и американский предприниматели используют торговый саммит для увеличения собственной прибыли. В качестве мести он срывает саммит, обвиняя во всём Фена, чем создаёт противоречия между Таском и президентом. Для продолжения расследования Лукас отправляется в центр обработки данных AT&T под видом написания статьи о кибербезопасности, где ему нужно вставить флэшку Гэвина с хакерским кодом в один из серверов данных. Сет Грейсон, зная об отсутствии связи между абортом Клэр и её изнасилованием, отдаёт ей единственное опровергающее это доказательство и получает должность в штабе вице-президента. Клэр при поддержке первой леди Патрисии Уокер совместно с военными чиновниками начинает обсуждение проблем сексуального насилия в армии. Сопровождавшие Лукаса сотрудники дата-центра оказываются агентами ФБР и арестовывают его. |            |                         |               |                             |                 |             |
| 19 | 6          | «Глава 19» «Chapter 19» | Джон Коулз    | Джон Манкевич               | 14 февраля 2014 | HOC-206     |
| Следствием китайской торговой блокады становится энергетический кризис, для борьбы с которым Андервуд предлагает субсидировать ядерную энергетику, чем вызывает гнев Таска. Клэр начинает манипулировать женой президента Тришой, заставляя задуматься о возможной интриге её супруга с Кристиной. Лукасу Гудвину угрожает тюремный срок в 35 лет, но в случае признания вины и соглашения — 20 с шансом на УДО. Том Хаммершмидт посещает Лукаса и соглашается заняться его расследованием. Фрэнк угрожает Таску национализацией подконтрольных электростанций и вынужденным раскрытием финансовой отчётности. ФБР приезжает к Скорски и вынуждает её дать показания, которые лишают журналистское расследование существенной доли фактов. Лукас Гудвин соглашается на сделку с правосудием. |            |                         |               |                             |                 |             |
| 20 | 7          | «Глава 20» «Chapter 20» | Джеймс Фоули  | Билл Кеннеди                | 14 февраля 2014 | HOC-207     |
| Республиканцы начинают масштабную рекламную кампанию к грядущим промежуточным выборам за счёт увеличенного финансирования, полученного через индейское казино партнёра Таска. Клэр продолжает работу над законом о сексуальном насилии в армии, который критикует Джеки. Сет Грэйсон оказывается двойным агентом, работавшим для Реми, но в итоге переходит на сторону Андервуда. Даг Стэмпер выясняет, что конечным источником финансирования является Ксандер Фен, к которому и вылетает. Журналист Wall Street Telegraph Айла Сайяд обнаруживает бизнес-связи Таска и Фена. Фрэнк встречается с владельцем индейского казино Дэном Ланниганом для прекращения финансирования республиканцев, но тот отказывается от предложенного политического влияния. |            |                         |               |                             |                 |             |
| 21 | 8          | «Глава 21» «Chapter 21» | Джеймс Фоули  | Дэвид Мэнсон                | 14 февраля 2014 | HOC-208     |
| Чтобы договориться с Феном, Фрэнк начинает лоббировать идею строительства моста, встречая противодействие со стороны Васкез. Видя усиливающийся разлад президентской четы, Клэр предлагает им знакомого психолога и духовного наставника Томаса Ларкина. Ища компромат на Андервуда Реми догадывается о двойной игре Сета, а также выходит на след Адама Гэллоуэя. Таск и Логан предлагают Фрэнку вернуть финансирование демократов в обмен на помощь в примирении с Уокером, но получают отказ. Президент поддерживает идею строительства моста, Линда Васкез уходит в отставку из-за конфликта с Уокером и Фрэнком. Даг вынуждает Фена прекратить совместный бизнес с Таском. Отношения Реми и Джеки усиливаются и не ограничиваются интимом. |            |                         |               |                             |                 |             |
| 22 | 9          | «Глава 22» «Chapter 22» | Джуди Фостер  | Бо Уиллимон                 | 14 февраля 2014 | HOC-209     |
| Скандальная фотография Клэр, снятая Адамом, просочилась в прессу, вызвав общенациональный скандал и обвинения в неверности. Фредди предлагают оформить франшизу на свой ресторан, ставший популярным из-за Андервуда. Адам по просьбе Клэр отрицает действительность фотографии, в то время как чета Андервудов признаёт её подлинность и недоумевает в поведении фотографа. Реми вынуждает его опубликовать фотографию Клэр в душе, угрожая семье его девушки из Колумбии. В ходе интервью Айле Сайяд, Рэймонд Таск требует от неё прекратить расследование, скрыто угрожая убийством. Силами Дэнтона в прессу попадает информация о криминальном прошлом Фредди, в итоге Фрэнку приходится дистанцироваться от друга. Адам в обмен на помощь соглашается опубликовать признание, где называет публикацию фотографий рекламной акцией для помощи собственной работе. Фредди вынужден продать ресторан для выплаты залога за сына, и отказывается от финансовой помощи Андервуда. |            |                         |               |                             |                 |             |
| 23 | 10         | «Глава 23» «Chapter 23» | Робин Райт    | Лора Исон и Бо Уиллимон     | 14 февраля 2014 | HOC-210     |
| Китай отправляет эскадру для блокады японского острова. Агенты секретной службы ловят рядом с домом Андервуда бывшего морского пехотинца с сумкой взрывчатки, ранее он отправил белый порошок в Капитолий Андервуду. Его целью была Клэр и её интервью о сделанном аборте. Сотрудники Андервуда присылают Сайяд информацию о связи Таска и казино Ланнигана, что укрепляет её подозрения в реальности схемы отмывания денег, существенная часть которых шла в Конгресс. Джеки выступает против проекта закона от Клэр. Публикация Wall Street Telegraph вызывает огромный резонанс в национальных СМИ, что плохо сказывается на положении Уокера. Президент назначает для расследования генеральным солиситором Хизер Данбар, чья кандидатура выгодна Андервуду. Даг разрешает Рэйчел оставить у себя Лизу. Гэвин Орсей, благодаря вставленному Лукасом коду, через Дага смог найти местонахождение Познер. |            |                         |               |                             |                 |             |
| 24 | 11         | «Глава 24» «Chapter 24» | Джон Коулз    | Бо Уиллимон и Джон Манкевич | 14 февраля 2014 | HOC-211     |
| Хизер Данбар в ходе допроса предъявляет Андервуду фото Дага, сделанное в индейском казино. Лишившись поддержки от Джеки и Триши, Клэр предлагает Меган обратиться со своей историей ко СМИ. Фрэнк вместе с президентом представляет следствию журналы поездок. Реми через шантаж пытается заставить Джеки принять участие в скандале против Андервуда, но та отказывается. В итоге лоббист предлагает Фрэнку сократить нападки в обмен на дальнейшее трудоустройство. Даг становится свидетелем секса между Рэйчел и Лизой, что возбуждает в нём ревность. Помощник Данбар находит несколько странным посещение президентской четой Томаса Ларкина. |            |                         |               |                             |                 |             |
| 25 | 12         | «Глава 25» «Chapter 25» | Джеймс Фоули  | Бо Уиллимон                 | 14 февраля 2014 | HOC-212     |
| Уокер обвиняет Фрэнка в желании свергнуть его с поста президента, после чего прекращает с ним общение. МакГинниса отправляют в тюрьму на 40 лет, во время продвижения закона о насилии Джеки в телевизионной передаче оскорбляет Меган и Клэр. Андервуд убеждает Дюран и Данбар, вопреки пожеланиям Уокера, дать бежавшему из Китая в Дубай Ксандеру Фену дипломатический иммунитет и политическое убежище, тот идёт на встречу следствию и даёт признательные показания. Следствие начинает проявлять интерес к духовнику Ларкину, которого аппарат президента заранее подготовил к допросу. Даг заставляет Рэйчел выселить Лизу и перестать с ней общаться. Гэвин начинает оказывать давление на ФБР. Клэр отказывается от собственного варианта закона, что приводит к миру с Джеки и ссоре с Меган. В ходе допроса раскрывается информация о приёме президентом лекарств, что ухудшает его рейтинги. Таска вызывают на допрос, но он рассчитывает на пятую поправку и амнистию от Уокера. Сет приезжает к миллиардеру и сообщает о тайной встрече Дэнтона с вице-президентом. Фрэнк убеждает Джеки начать сбор голосов для объявления импичмента Гаррету Уокеру, иначе партия проиграет промежуточные выборы, в чём ей помогает Блайт. |            |                         |               |                             |                 |             |
| 26 | 13         | «Глава 26» «Chapter 26» | Джеймс Фоули  | Бо Уиллимон                 | 14 февраля 2014 | HOC-213     |
| Уокер через Линду Васкез предлагает Рэймонду амнистию в обмен на дачу показаний, в которых будет упомянут Андервуд. После произошедшего Меган пытается покончить с собой, из-за чего к ней приезжает Клэр. Фрэнк отправляет президенту в Кэмп-Дэвид письмо, в котором объявляет о готовности взять ответственность за предъявляемые Данбар обвинения на себя. Гаррет Уокер требует лишить импичмент достаточных голосов, параллельно отказываясь от данных Таску гарантий. В ходе показаний миллиардер признаётся в создании схемы по отмыванию денег, и обвиняет президента в знании об этом факте. Тем самым Таска арестовывают, а рейтинги одобрения Уокера упали до 8 %. Во время встречи с Дагом Гэвин говорит о Рэйчел Познер, требуя в обмен дать защиту от ФБР. Даг увозит с собой девушку, которая, решив, что он хочет убить её, убегает в лес. В ходе погони она избивает его кирпичом и уезжает, оставив тело. Уокер решает уйти в отставку, так и не догадавшись, что всё произошедшее с ним было местью Андервуда. Первым шагом нового президента становится нормализация отношений с Китаем и тайное возвращение Фена на родину, где того ожидает смертная казнь за обвинения в коррупции.                                  |            |                         |               |                             |                 |             |

### Сезон 3 (2015)
| № общий | № в сезоне | Название                | Режиссёр         | Автор сценария        | Дата премьеры   | Произв. код |
| --- | ---------- | ----------------------- | ---------------- | --------------------- | --------------- | ----------- |
| 27 | 1          | «Глава 27» «Chapter 27» | Джон Дэвид Коулз | Бо Уиллимон           | 27 февраля 2015 | HOC-301     |
| Фрэнк Андервуд амнистирует Уокера и Таска. Избитого в лесу Дага Стэмпера находят прохожие, из-за повреждений лобной доли его лечение и восстановление растягивается на месяцы. Дональд Блайт становится вице-президентом, Реми Дантон — главой аппарата президентской администрации. Первые полгода президентства Андервуда подвергается критике за бездействие, для борьбы с которой инициируется программа по созданию рабочих мест «America Works» («AmWorks»), включающая в себя правые и левые идеи. Гэвин Oрсей устраивается в ФБР, Стэмпер просит его найти Рэйчел Познер. Клэр Андервуд желает стать послом США в ООН, пытаясь заручиться поддержкой не только мужа. Отказ Андервуда возвратить Дага к работе до полного выздоровления приводит последнего к приёму алкоголя и болеутоляющих. |            |                         |                  |                       |                 |             |
| 28 | 2          | «Глава 28» «Chapter 28» | Джон Дэвид Коулз | Джон Манкевич         | 27 февраля 2015 | HOC-302     |
| В ходе заседания сенатского комитета по вопросу назначения Клэр послом США в ООН Гектор Мендоза провоцирует её на неприемлемое для этой должности поведение, усложняя её одобрение Сенатом. Во время встречи Фрэнка с руководством демократической партии по вопросу «AmWorks», последние объявляют ему в отказе поддержать его на выборах 2016 года. Джеки Шарп в обмен на просьбу Реми дать информацию о партийных кандидатурах требует должность вице-президента. Фрэнк начинает обзвон возможных спонсоров своей предвыборной кампании, а Клэр — сбор голосов сенаторов за свою кандидатуру, но оба действия кончаются провалом. Судья Верховного Суда Ричард Джейкобс предупреждает президента о своей болезни Альцгеймера, но тот просит его остаться для обеспечения успешного прохождения «AmWorks». Сенат проваливает назначения супруги президента. Фрэнк предлагает руководству демократов отказаться от участия в президентских выборах в обмен на поддержку в принятии «America Works». Андервуд в официальном обращении заявляет об отказе баллотироваться от демократов на выборах, хотя в реальности готовится к выборам. Клэр просит мужа провести её кандидатуру в межсессионный период. |            |                         |                  |                       |                 |             |
| 29 | 3          | «Глава 29» «Chapter 29» | Такер Гейтс      | Фрэнк Пульезе         | 27 февраля 2015 | HOC-303     |
| Приезд президента РФ Виктора Петрова в Вашингтон вызывает протестные акции его противников, предметом встречи становится противостояние Израиля и Палестины в долине Иордан. Дагу поступает выгодное предложение работать на другого конгрессмена, за которым стоит администрация президента США. Усилия Фрэнка направлены на согласие РФ участвовать в миротворческой операции, Петров в ответ требует убрать систему ПРО в Восточной Европе. Андервуд соглашается пойти и на это, но президенту РФ нужно официальное заявление, чтобы исключить вероятность обмана. Договоренность не достигнута — Фрэнк на пресс-конференции обвиняет российского президента в спекуляции такими важными вопросами, как мир. Клэр вместе с Кэтрин Дюран разрабатывают план по обходу вето российской делегации в Совете Безопасности ООН, что позволит направить войска на Ближний Восток. |            |                         |                  |                       |                 |             |
| 30 | 4          | «Глава 30» «Chapter 30» | Такер Гейтс      | Лора Исон             | 27 февраля 2015 | HOC-304     |
| Хизер Данбар защищает правительство в Верховном суде по делу солдата, лишившегося ног из-за применения дрона по приказу Андервуда. Джеки Шарп сообщает президенту о рассматривании партией кандидатуры Данбар, Фрэнк предлагает последней занять место Джейкобса в Верховном Суде, и, получив её согласие, пытается заставить судью уйти в отставку. Гэвин после неудачной попытки ускорить поиски на работе, решает узнать подробнее о Рейчел от Лизы Уильямс. Власти РФ на основании закона арестовывают американского ЛГБТ-активиста Майкла Корригана в качестве ответной меры на принятие резолюции в Совбезе ООН. Сет Грэйсон лишает Aйлу Сайяд аккредитации в Белом Доме после неудобных вопросов президенту. Данбар после предложения партийного руководства и рассказом её судьёй о разговоре с Андервудом объявляет о выдвижении своей кандидатуры на пост президента, свою помощь ей предлагает Даг Стэмпер. |            |                         |                  |                       |                 |             |
| 31 | 5          | «Глава 31» «Chapter 31» | Джеймс Фоули     | Кеннет Лин            | 27 февраля 2015 | HOC-305     |
| Заручившись поддержкой мэра федерального округа Колумбия Барни Хала, президент решает начать там работу «АmWorks» за счёт средств из федагентства по управлению в чрезвычайных ситуациях (FEMA). Фрэнк призывает Джеки Шарп баллотироваться на пост президента в 2016 году, оттянув на себя голоса сторонников Данбар критикой в свой адрес и «АmWorks», после поражения которой он гарантирует ей пост вице-президента после выборов. Место Сайяд занимает Кейт Болдуин. Правительство Израиля готово отказаться от поддержки резолюции из-за угрозы РФ поставлять оружие в Иран, из-за чего Клэр отзывает её. Мендоза и Бёрч отказываются поддержать прохождение «AmWorks» через Конгресс и Сенат. Даг предлагает Хизер использовать документы, доказывающие ложь Клэр о сделанном аборте, и, несмотря на отказ их использовать, она нанимает его. Клэр просит Фрэнка правительственным распоряжением отправить 5 000 солдат в качестве миротворцев в Иорданскую долину. власти РФ приглашают Андервуда в Москву для достижения компромисса и освобождения Корригана. |            |                         |                  |                       |                 |             |
| 32 | 6          | «Глава 32» «Chapter 32» | Джеймс Фоули     | Мелисса Джеймс Гибсон | 27 февраля 2015 | HOC-306     |
| Президентская чета прилетает в Москву для переговоров. Клэр придя в тюремную камеру Корригана просит его прочитать перед журналистами заявление с извинениями в адрес властей и жителей РФ за свои действия, он отказывается сделать это до отмены Россией дискриминационных законов. Жена президента остаётся в камере на ночь, пока арестант и Петров не договорятся. Гэвину удаётся обманом узнать от Лизы больше информации о Познер. Президенты РФ и США достигают компромисса по миротворческой операции и другим проблемным вопросам. Во время сна Клэр Корриган вешается в камере на её шарфу, что становится поводом для её эмоционального выступления с критикой Петрова. После этого президент РФ отказывается от всех достигнутых договорённостей, это становится причиной ссоры президентской четы на обратном пути домой. |            |                         |                  |                       |                 |             |
| 33 | 7          | «Глава 33» «Chapter 33» | Джон Дал         | Бо Уиллимон           | 27 февраля 2015 | HOC-307     |
| Вернувшись в Вашингтон, Фрэнк и Клэр, переживая кризис в отношениях, проводят повторную церемонию венчания. В Совбезе ООН делегация пытается справиться с противодействием принятию резолюции со стороны Израиля. Руководство демократов и республиканцев в Конгрессе отказывается голосовать за "AmWorks". Популярный писатель Томас Йейтс продолжает свою работу над книгой об этой программе по заказу Андервуда, особое внимание уделяя персоне президента. |            |                         |                  |                       |                 |             |
| 34 | 8          | «Глава 34» «Chapter 34» | Джон Дал         | Билл Кеннеди          | 27 февраля 2015 | HOC-308     |
| К восточному побережью США приближается ураган, угрожающий нанести сильный урон. Андервуд находится под давлением Конгресса, собственной команды и нескольких губернаторов, требующих от него выделить FEMA требуемые средства за счёт прекращения финансирования «AmWorks». В Айове Хизер Данбар продолжает свою президентскую кампанию, в ходе которой договаривается с Джеки Шарп приостановить сбор средства к большому огорчению Фрэнка. Президент приглашает в Белый дом Фрэдди, ставшего одним из 40 000 участников «AmWorks». В 23-00 Андервуд подписывает закон для борьбы с последствиями шторма, но к утру природное явление так и не доходит до побережья. РФ выделяет 300 солдат для миротворческой операции. Томас Йейтс и Кэти Болдуин начинают встречаться. Несмотря на провал, Андервуд решает выдвигаться на пост президента от демократов, надеясь получить голоса и спонсоров за счёт полученных успехов «AmWorks». Даг сливает президенту информацию о встрече Данбар и Шарп, желая вернуться к нему на работу. |            |                         |                  |                       |                 |             |
| 35 | 9          | «Глава 35» «Chapter 35» | Робин Райт       | Джон Манкевич         | 27 февраля 2015 | HOC-309     |
| Фрэнк Андервуд начинают предвыборную кампанию в Айове, но после секретного сообщения о смерти 8 российских солдат на Ближнем Востоке вылетает в Вашингтон. Гэвин предоставляет Дагу документы, согласно которым Рэйчел мертва. Виктор Петров обвиняет в смерти своих граждан США в ходе подрыва бронетехники, а также отказывается дать доступ к месту трагедии специалистам ООН. Израиль готовится направить войска на спорную территорию, чем провоцирует ХАМАС. Посол РФ в ООН Алексей Моряков сообщает Клэр, что взрыв - дело рук ФСБ, так как Петров хочет сорвать миротворческую миссию, против которой был с самого начала. Андервуд решает провести спецоперацию в месте взрыва, чтобы с помощью оперативников определить его причину. Даг посещает президента в Белом Доме и сообщает о собственном алкоголизме, в чём Фрэнк винит Данбар (которой позже угрожает) В оперативной комнате вместе с министрами он следит за ходом спецоперации, которая после обнаружения русскими терпит неудачу и прекращается. |            |                         |                  |                       |                 |             |
| 36 | 10         | «Глава 36» «Chapter 36» | Агнешка Холланд  | Фрэнк Пульезе         | 27 февраля 2015 | HOC-310     |
| Израиль создаёт бесполётную зону, в то время как Клэр пытается примирить враждующие стороны. Избиратели всё больше интересуются миротворческой миссией в долине реки Иордан во время предвыборной кампании, Фрэнк хочет отложить дебаты до нормализации ситуации, настаивая на озвучивании этой просьбы Джеки. Алексея Морякова отзывают в Москву. Петров вылетает в расположение своих миротворцев, для решения конфликта к нему летит и Андервуд, так как ключ к победе на праймериз в Айове лежит именно во внешней политике. Российский президент требует прекратить миротворческую операцию, уступок по ПРО и отзыв Клэр из ООН. Заявления Морякова о роли российских властей в убийстве миротворцев он называет манипуляцией. Фрэнк соглашается выполнить эти условия. Гэвин посещает Лизу у неё дома и признаётся во лжи, оставив ей контактные данные Стэмпера на случай прихода ФБР. |            |                         |                  |                       |                 |             |
| 37 | 11         | «Глава 37» «Chapter 37» | Агнешка Холланд  | Мелисса Джеймс Гибсон | 27 февраля 2015 | HOC-311     |
| Клэр включается в предвыборную кампанию в Айове. При подготовке к дебатам Джеки выражает недовольство тезисами к ним, но в итоге принимает их. Покинувший США Гэвин сообщает Стэмперу, что Рэйчел не умерла, и в обмен на её местоположение требует освободить своего друга-хакера. Джеки предлагает Хизер объединиться против Андервуда в обмен на пост министра обороны, но та отказывается так раздавать должности. На дебатах Джеки атакует Данбар по темам, заранее установленным Фрэнком. После её перехода на тему семьи Данбар, он сам атакует Шарп, благодаря чему становится победителем в дискуссии. После Джеки требует от него пересмотреть взгляды на её кампанию, но тот отказывается от уступок. После этого она досрочно выходит из гонки, отдав голоса Данбар, а Реми покидает Белый Дом. |            |                         |                  |                       |                 |             |
| 38 | 12         | «Глава 38» «Chapter 38» | Робин Райт       | Бо Уиллимон           | 27 февраля 2015 | HOC-312     |
| Данбар опережает президента в опросах общественного мнения, и он просит у Клэр более активного участия. Сэт Грейсон просит дать ему пост главы аппарата Белого дома. Роберт Джейкобс встречается с Данбар и просит её заменить его в качестве судьи Верховного суда, но она отказывается. Йейтс отправляет Фрэнку первую главу книги, которая оказывается посвящённой отношениям Андервудов и их браку, из-за чего они решают отказаться от её издания. Несмотря на отказ Реми работать на Данбар, он и Джеки продолжают свои отношения. Штаб Хизер Данбар решает усилить отрыв за счёт стэмперовского компромата на Клэр, но тот сжигает дневник об аборте в кабинете у Фрэнка. В обмен на это, Даг становится новым главой аппарата и через свои контакты в силовых органах находит Гэвина. |            |                         |                  |                       |                 |             |
| 39 | 13         | «Глава 39» «Chapter 39» | Джеймс Фоули     | Бо Уиллимон           | 27 февраля 2015 | HOC-313     |
| Рэйчел работает в пабе и в магазине, а также покупает документы на имя Кэйси Локхарт. Стэмпер летит в Каракас, и силой принуждает Орсея раскрыть её местонахождение. Спустя некоторое время Стэмпер выкрадывает Познер, и увозит в фургоне. Клэр приглашает Йеэтса поговорить, в итоге беседа оказывает на неё серьёзное влияние. Рэйчел просит Дага оставить её в живых, сперва он соглашается, но в итоге убивает и закапывает труп в пустыне. Андервуд выигрывает праймериз в Айове с минимальным отрывом, но Клэр так и не прилетает. Позже она жалуется ему на отсутствие равенства в их партнерстве, он требует её выполнять роль первой леди, ведь без него она ничего из себя не представляет. На следующий день она отказывается лететь в Нью-Гэмпшир и объявляет Фрэнку о своём уходе. |            |                         |                  |                       |                 |             |

### Сезон 4 (2016)
| № общий | № в сезоне | Название                | Режиссёр        | Автор сценария                     | Дата премьеры | Произв. код |
| --- | ---------- | ----------------------- | --------------- | ---------------------------------- | ------------- | ----------- |
| 40 | 1          | «Глава 40» «Chapter 40» | Такер Гейтс     | Бо Уиллимон                        | 4 марта 2016  | HOC-401     |
| Клэр Андервуд приезжает к своей матери Элизабет Хэйл в Даллас. Наняв политтехнолога Лиэнн Харви, она намерена баллотироваться в Конгресс от местного округа, который представляет демократ Дорис Джонс, желающая сделать своим преемником собственную дочь Селию. С Фрэнком Андервудом Клэр в итоге приходит к компромиссу: он не вмешивается в её кампанию, она присутствует на его послании нации и опровергает слухи об их расставании. В качестве алиби называется болезнь Элизабет, о которой её дочь узнаёт из докладных материалов Дага Стэмпера. Глава штаба Данбар в обмен на компромат предлагает Сэту Грэйсону должность главы аппарата. Лукас Годвин выходит на свободу благодаря работе информатора, по программе защиты свидетелей он меняет свои паспортные данные на Джона Карлайла. |            |                         |                 |                                    |               |             |
| 41 | 2          | «Глава 41» «Chapter 41» | Такер Гейтс     | Мелисса Джеймс Гибсон              | 4 марта 2016  | HOC-402     |
| Элизабет Хэйл предлагает своим знакомым оказать финансовую помощь Данбар, чтобы Андервуд не выиграл выборы. Селия просит Джеки Шарп помочь в создании в округе Джонс клиники по борьбе с раком молочной железы, ей готова помочь Клэр. Однако во время обращения к нации Андервуд поддерживает кандидатуру Селии и обещает построить клинику за счёт правительства. Позже он предлагает супруге через два года идти в Сенат. В США прилетает российский медиамагнат Игорь Милкин, критиковавший Петрова после потери ряда активов и причастный к возможному заговору против него. Андервуд готов возвратить его в РФ, но советники опасаются начала экономического кризиса в РФ при дальнейших атаках российских властей на коммерсантов. В ответ на предложения Андервуда вернуть эмигранта (при условии проведения суда) и поспособствовать экономической помощи, Петров называет Милкина марионеткой США, которые пытались сменить власть в РФ. После этого россиянин получает политическое убежище. Клэр не хочется сдаваться, но ей требуются деньги, для чего она готова продать родительское поместье, даже против воли матери. |            |                         |                 |                                    |               |             |
| 42 | 3          | «Глава 42» «Chapter 42» | Робин Райт      | Фрэнк Пульезе                      | 4 марта 2016  | HOC-403     |
| Работая автомойщиком, Годвин натыкается на публикацию о визите Данбар в Огайо. В стране энергетический кризис из-за прекращения поставок нефти из РФ. Президент решает разморозить активы Милкина и отправить его в сопредельную страну, чтобы припугнуть президента РФ. Лукасу удаётся проникнуть в штаб Данбар, но она отказывается помочь ему, посчитав его историю о Фрэнке бредом. Лиэнн Харви находит фото отца Андервуда с куклусклановцем, после публикации которой от него отворачивается темнокожий электорат. Негатив растёт после того, как Сэт сливает фото президента с солдатом Конфедерации. Праймериз в Южной Каролине проиграны президентом, который понимает, что именно Клэр стоит за скандалом. Она требует взять её в команду как будущего вице-президента, но Фрэнк отказывается. После этого она улетает к матери в Даллас. |            |                         |                 |                                    |               |             |
| 43 | 4          | «Глава 43» «Chapter 43» | Робин Райт      | Лора Исон                          | 4 марта 2016  | HOC-404     |
| Даг обвиняет Сэта в сливе компромата и работе на конкурентов. Харви предлагают стать главой предвыборного штаба. Фокус группы свидетельствуют о негативной реакции на возможное вице-президентство Клэр. Хизер Данбар созванивается с генпрокурором, и, рассказав ей о Лукасе и ряде сказанных им вещей, просит изучить это на вопрос возможного злоупотребления властью. Харви доставляет президенту сообщение от Клэр, что в Супервторник она объявит о разводе. Лукас Гудвин совершает покушение на Андервуда, в ходе которого тот получает два пулевых ранения, а он сам и телохранитель Мичем погибают. Власть переходит к Дональду Блайту, который, после консультации с Клэр, решает направить самолёт с Милкиным в Китай, чтобы заставить Петрова выбрать из двух зол наименьшее. |            |                         |                 |                                    |               |             |
| 44 | 5          | «Глава 44» «Chapter 44» | Том Шенклэнд    | Мелисса Джеймс Гибсон              | 4 марта 2016  | HOC-405     |
| В своей предсмертной записке, ставшей уликой ФБР, Лукас пишет о связях Андервуда с Барнс, Познер и Руссо. Сам президент находится без сознания, мучимый галлюцинациями. Даг вычисляет предательство Сэта и заставляет его уйти. Харви вынуждает Реми работать на Белый Дом, угрожая опубликовать снимки его встреч с Джеки. Даг через Сэта, в обмен на прощение, узнаёт о беседах Данбар с генпрокурором и Лукасом, что может стать причиной прекращения её кампании. После визита ФБР из-за Годвина, пресс-конференции Клэр на которой она дезавуировала материалы Лукаса и беседы с Болдуин, Том Хаммершмидт решает более подробно изучить расследование покойного коллеги. Реми обращается к Рэймонду Таску с просьбой разрешить энергокризис через Китай, предлагая заработать на этой схеме и не попасть под суд за дачу ложных показаний на Уокера. |            |                         |                 |                                    |               |             |
| 45 | 6          | «Глава 45» «Chapter 45» | Том Шенклэнд    | Лора Исон                          | 4 марта 2016  | HOC-406     |
| На встрече G7 в Брандербурге, Клэр удаётся уговорить Петрова подписать договор, по которому в обмен на разработку нефти в Сибири МВФ, Китай и США погашают 800 млрд. долг России. Против этого безуспешно выступают Шарп и Дюран. У Фрэнка отказывает печень, Даг требует провести операцию вне очереди. Работающий в АНБ Аналитик данных Эйдан МакАллан сообщает Харви, что республиканский кандидат Уильям Конвей использует данные поисковика Pollyhop для анализа предпочтений и манипулирования избирателями. Хизер Данбар даёт показания Минюсту о своём разговоре с Лукасом, после чего обвиняет ведомство в политическом преследовании. Операция по пересадке донорской печени президенту проходит успешно, он приходит в сознание, переезжает в Белый дом и постепенно возвращается к делам. |            |                         |                 |                                    |               |             |
| 46 | 7          | «Глава 46» «Chapter 46» | Том Шенклэнд    | Билл Кеннеди                       | 4 марта 2016  | HOC-407     |
| Хизер Данбар снимает свою кандидатуру. После операции партийное руководство предлагает Фрэнку своих кандидатов на вице-президентство. Для борьбы с действующим в Сирии Исламским халифатом (ИХ) АНБ пытается получить ордер для слежки за гражданами, что позволит предвыборному штабу президента действовать аналогично людям Конвея. Республиканцы требуют бомбардировать террористов, но тогда у Фрэнка будет меньше поводов для слежки. Клэр выступает за закон об ограничении продаж огнестрельного оружия. Конвей признаётся в использовании метаданных Pollyhop и делает публичной свою частную жизнь. Фрэнк отзывает летевшие на ИХ бомбардировщики, что становится причиной отставки генерала Брокхарта (которого подговорил Конвей). |            |                         |                 |                                    |               |             |
| 47 | 8          | «Глава 47» «Chapter 47» | Алекс Грейвз    | Джон Манкевич                      | 4 марта 2016  | HOC-408     |
| Конвей предлагает Йейтсу опубликовать отдельные главы неизданной книги об Андервудах, но тот решает использовать это предложение для своих целей. Партруководство выдвигает на пост генерального секретаря сенатора Дина Остина, но Фрэнк решает избавиться от него с помощью его отношений с оружейным лобби. Хаммершмидт находит свидетеля, видевшего Мичема рядом с квартирой Зои. Используя метаданные МакАллана, Клэр инициирует массовые обращения в Конгресс в поддержку своего билля об ограничении огнестрельного оружия. Даг требует у Сета найти компромат на Харви. Андервуд спорит с партруководством о кандидатах на пост вице-президента, предлагая Дюран. Республиканцы выдвигают Брокхарта на пост вице-президент, обладая значительной медийной поддержкой. |            |                         |                 |                                    |               |             |
| 48 | 9          | «Глава 48» «Chapter 48» | Робин Райт      | Фрэнк Пульезе                      | 4 марта 2016  | HOC-409     |
| На съезде демократов по выдвижению кандидата в вице-президенты в Атланте Клэр заручается поддержкой конкурента, благодаря чему начинает обходить Кэтрин Дюран, которую Фрэнк заверяет в своей полной поддержке. Даг начинает интересоваться персоной погибшего Энтони Моретти, которого в списке доноров по его требованию обошел Андервуд. В ходе второго этапа съезда в город приезжают Конвей и Брокхарт для критики президента за ИХ. Президент приглашает конкурента на встречу тет-а-тет, в ходе которой республиканец тайным телефонным звонком договаривается с Дюран о сохранении её в должности при своей победе. После этого делегаты от родного штата Кэтрин выдвигают её на пост кандидата в президенты от демократической партии. Сет рассказывает Харви о требованиях Дага. |            |                         |                 |                                    |               |             |
| 49 | 10         | «Глава 49» «Chapter 49» | Робин Райт      | Мелисса Джеймс Гибсон и Кеннет Лин | 4 марта 2016  | HOC-410     |
| Фрэнк Андервуд не имеет полноценного большинства для выдвижения от партии из-за голосов делегатов за Дюран и Данбар, он решает максимально затянуть процесс выдвижения. Клэр возвращается к матери в Техас, вместе с ней находится Том Йейтс. Джеки Шарп выступает с открытой критикой президента. Хаммершмидт демонстрирует Данбар возможные подтасовки в журналах визитов Андервуда времён вице-президентства, она советует ему обратиться к Реми. Элизабет просит Клэр помочь ей уйти из жизни. В разговоре с Дюран Андервуд в виде шутки подтверждает обвинения Лукаса, с помощью шантажа и угроз он вынуждает её поддержать Клэр. |            |                         |                 |                                    |               |             |
| 50 | 11         | «Глава 50» «Chapter 50» | Кари Скогланд   | Тя Жун Гу                          | 4 марта 2016  | HOC-411     |
| Конвей обходит Андервуда в предвыборной гонке, при этом из-за здоровья последний ограничен в воздушных перелётах. Военные советуют нанести удар по неокрепшим позициям ИХ, но он планирует договориться с Петровым об отправке российского контингента. Конвей просит Брокхарта через комитет не дать пройти любым президентским инициативам в адрес террористов. Андервуд сообщает Клэр о том, что знает о её интриге с Йейтсом. Хаммершмидт встречается с Реми и Фрэдди, ушедшим из Белого Дома из-за конфликта с президентом. После этого журналист идёт к издателю Washington Herald, в обмен на публикацию прося дать дополнительных журналистов и юридическое сопровождение. Даг встречается с вдовой Тома Моретти. |            |                         |                 |                                    |               |             |
| 51 | 12         | «Глава 51» «Chapter 51» | Якоб Вербрюгген | Бо Уиллимон                        | 4 марта 2016  | HOC-412     |
| Отрыв между кандидатами в президенты сокращается. Спецслужбы США ловят главу ИХ Юсуфа Аль-Ахмади, после чего сторонники ИХ захватывают трёх американцев. Они готовы вести переговоры с Конвеем, чьё согласие приводит его к конфликту с Брокхартом. Шарп сообщает Реми о готовности дать показания против президента, так как не видит себя в новом созыве, и оформлении развода с мужем (которому сообщила об их отношениях). Хаммершмидт встречается с Уокером, желая получить от него всю информацию о роли Фрэнка в его свержении. Администрация президента шантажом требует от республиканского члена комитета сообщить о давлении со стороны Конвея по ИХ. Издатель Washington Herald поддерживает Тома в желании опубликовать материал о президенте в разгар кризиса с заложниками для наибольшего эффекта. |            |                         |                 |                                    |               |             |
| 52 | 13         | «Глава 52» «Chapter 52» | Якоб Вербрюгген | Бо Уиллимон                        | 4 марта 2016  | HOC-413     |
| Ахмади тайно вывозят с Гуантанамо в США для встречи с Клэр, сулящей ему в обмен на освобождение заложников и прекращение деятельности ИХ свободу и должность в будущем иракском правительстве. Член комитета обвиняет Конвея в желании воспрепятствовать борьбе с ИХ. Хаммершмидт встречается с Андервудом, желая дать возможность ответить на будущие обвинения. В ходе переговоров удаётся освободить двух человек. Washington Herald публикует статью Хаммершмидта о действиях Андервуда в Конгрессе (включая организацию информационных вбросов через Зои Барнс), способе получения вице-президентства и организации импичмента с прямой речью Шарп, Дэнтона и Уокера. После этого спонсоры начинают покидать штаб демократов. Ахмади во время разговора с похитителями советует опубликовать видео с казнью заложника. Спецслужбам не удаётся предотвратить убийство, а ролик с ним вышел в интернет. Андервуд объявляет войну ИХ, желая через это внедрить в стране атмосферу страха. До президентских выборов остаётся три недели.                                                                                              |            |                         |                 |                                    |               |             |

### Сезон 5 (2017)
| № общий | № в сезоне | Название                | Режиссёр        | Автор сценария                        | Дата премьеры | Произв. код |
| --- | ---------- | ----------------------- | --------------- | ------------------------------------- | ------------- | ----------- |
| 53 | 1          | «Глава 53» «Chapter 53» | Дэниель Минахан | Фрэнк Пульезе                         | 30 мая 2017   | HOC-501     |
| Андервуд приходит в конгресс для получения им одобрения своей декларации войны ИХ. Похороны убитого террористами посещают оба кандидата, его дочь обвиняет в произошедшем президента. Клэр общается с матерью сторонника ИХ Джоша Мастерсона, совершившего убийство заложников. Охота на террориста в штате Виргиния в самом разгаре, однако тот уже тайно пойман и представлен Фрэнсису. Мастерсон отказывается выдавать сообщников в обмен на сохранение своей жизни, и eго убивают, обставив позже как инцидент при задержании. Президентская чета встречается с толпой у Белого дома и убеждает их, что бояться совершенно нечего. |            |                         |                 |                                       |               |             |
| 54 | 2          | «Глава 54» «Chapter 54» | Дэниель Минахан | Мелисса Джеймс Гибсон                 | 30 мая 2017   | HOC-502     |
| Клэр узнаёт о гибели однокурсника Фрэнка по военному училищу, который, оказывается, играл важную для него роль. Президент организует встречу с губернаторами, надеясь заручиться поддержкой руководства пяти колеблющихся штатов. Дюран негативно оценивает военный план Фрэнка. Эйдан Макаллан решает взломать коммуникационный центр, чтобы удалить все улики о своей работе на Андервудов, но в итоге отключает электронные устройства во всём Вашингтоне. Произошедшее событие Фрэнсис называет кибератакой ИХ, надеясь за счёт этого получить одобрение Конгресса своей декларации войны. |            |                         |                 |                                       |               |             |
| 55 | 3          | «Глава 55» «Chapter 55» | Алик Сахаров    | Джон Манкевич                         | 30 мая 2017   | HOC-503     |
| За день до выборов Конвей при помощи Pollyhop организует 24 часовое прямое интернет вещание, в ходе которого общается с избирателями. Один из них оказывается спасённый им солдат в Афганистане, но разговор оказывается нелёгким для кандидата. Дюран сообщает о пребывании в стране Мохаммеда Калаби, связанного с ИХ. Даг отправляется в Пенсильванию для окончательного решения вопроса о будущем голосовании. |            |                         |                 |                                       |               |             |
| 56 | 4          | «Глава 56» «Chapter 56» | Алик Сахаров    | Кеннет Лин                            | 30 мая 2017   | HOC-504     |
| Хотя низкая явка работает на республиканцев, Конвей не уверен в исходе выборов. Фрэнсис рассказывает губернатору Теннеси, что в доме подозреваемого террориста найден план о взрыве центров для голосования штата, требуя прекратить выборы. Паника на одном из участков приводит к ранению нескольких человек, благодаря чему президент заставляет губернатора объявить чрезвычайное положение и ввести комендантский час. Под вопрос остаётся проведение выборов в Огайо. Конвей отказывается от предложения Фрэнка организовать новые перевыборы в стране. Фрэнк и Клэр обсуждают свой план оставаться у власти десятилетиями. |            |                         |                 |                                       |               |             |
| 57 | 5          | «Глава 57» «Chapter 57» | Майкл Моррис    | Лора Исон                             | 30 мая 2017   | HOC-505     |
| На выборах ни один из кандидатов не получил необходимого большинства, хотя Конвей и получил больше голосов избирателей. Через девять недель ветви власти находятся в ступоре, рейтинг Френка достигает 19%. Хаммершмидт встречается с Лизой Уилльямс чтобы обсудить Дага, но он считает её историю основанной на конспирологической теории Говарда Лукаса. Эйдан предупреждает Харви о готовности слить неудобные данные по Андервудам, если ФБР не прекратит его розыск. Дональд Блайт отказывается вмешиваться в работу Сената для спасения президента. Фрэнк и Уилли не получают требуемых 26 голосов в палате представителей, из-за чего избранный сенатом вице-президент станет и.о. президента. |            |                         |                 |                                       |               |             |
| 58 | 6          | «Глава 58» «Chapter 58» | Майкл Моррис    | Билл Кеннеди                          | 30 мая 2017   | HOC-506     |
| Клэр становится исполняющей обязанности президента, дожидаясь нового голосования в палате представителeй. Американская исследовательская база в Антарктике была захвачена неизвестными людьми, подозрения падают на русских. Эйдана похищают в Индонезии. Конгрессмены из Чёрного кокуса решают поддержать Конвея, но в ходе дальнейшей встречи ничего так и не достигнуто. На самолёте в Нью-Йорк губернатор после отказа пилота дать ему управление самолётом угрожает им увольнением после своего избрания. Хаммершмидт узнаёт о визите Шона к Лизе и увольняет его после признания в использовании документов главреда, после чего начинает изучать смерть Зои Барнс. Фрэнк и Клэр решают добиться поддержки со стороны политического советника Конвея Марка Ашера перевыборов в Огайо и Теннеси. В ходе визита Дюран в Москву Виктор Петров представляет ей и Андервудам Макаллана.                                                                                          |            |                         |                 |                                       |               |             |
| 59 | 7          | «Глава 59» «Chapter 59» | Алик Сахаров    | Тянь Цзюнь Гу                         | 30 мая 2017   | HOC-507     |
| Военные спорят о возможности захватить Аль-Ахмади в Дамаск. Хаммершмидт продолжает расследование возможной связи Дага и Рейчел Познер. Кэри вместе с Дюран и Дэвис вынуждены находиться в бункере из-за сообщения о пропаже грузовика с радиоактивными материалами. Даг сообщает Фрэнку об аудиозаписи, способной выставить Брокхарта в невыгодном свете. Андервуд уходит из бункера, считая происходящее попыткой Брокхарта обвалить его рейтинг эвакуацией Вашингтона из-за ненастоящей террористической угрозы На следующий день Андервуд знакомит Ашера с аудиозаписью Брокхарта. |            |                         |                 |                                       |               |             |
| 60 | 8          | «Глава 60» «Chapter 60» | Роксанн Доусон  | Джон Манкевич                         | 30 мая 2017   | HOC-508     |
| Перед голосованием в Огайо и Теннесси, Андервуд решает заручиться поддержкой в закрытом клубе "Поля Элизиума", участниками которого являются крупные политики и предприниматели. Разведка сообщает Клэр, что в Антарктике тонет российское судно с экипажем 100 человек, по данным Китая на борту находится американец. Фрэнк осознаёт, что Брокхарт смог договориться с Таском. Хотя российские власти отказались от помощи США, Клэр с помощью Китая и под его прикрытием спасает экипаж, но американца там нет. Перед отъездом глава Pollyhop Бенджамин Грант даёт Фрэнку запись конфликта Конвея на самолёте. На следующий день Андервуды перевербовывают Марка Ашера, с помощью которого сливают компромат на его бывших клиентов. |            |                         |                 |                                       |               |             |
| 61 | 9          | «Глава 61» «Chapter 61» | Роксанн Доусон  | Билл Кеннеди                          | 30 мая 2017   | HOC-509     |
| После победы в Огайо Андервуд становится избранным президентом. Ашер становится специальным советником президента, к неудовольствию Дага. Лиэнн сообщает Болдуин, что её выгнали из администрации из-за побега Макаллена с данными АНБ в Россию. В обмен на пригласительные билеты на инаугурацию и упоминание в речи медицинской реформы Ромеро обещает не использовать комитет по объявлению войны в расследовании деятельности президента, но Андервуд не выполняет договор до конца. Эйдан перед интервью с Болдуин созванивается с Лиэнн, которая уговаривает его бежать из России. В ходе инаугурации Фрэнк переживает интимную близость со своим персональным тренером и реконструктором Эриком Роулингсом. Конгресс начинает изучение деятельности президента. Фрэнк угрожает Тому, требуя не изменять Клэр. Даг увольняет Харви. Фрэнк сообщает Джэйн о необходимости вернуть Эйдана на территорию США.                                                                  |            |                         |                 |                                       |               |             |
| 62 | 10         | «Глава 62» «Chapter 62» | Агнешка Холланд | Кеннет Лин                            | 30 мая 2017   | HOC-510     |
| Попытка подкупа Ромеро должностью парторганизатора проваливается. Лиэнн начинает волноваться из-за Эйдана, который мог передать русским информацию. Джэйн сообщает Андервудам о будущей газовой атаке в Хомсе, которая станет идеальным поводом для ввода 30 000 солдат и отвлечения комитета, против операции выступает Дюран. Даг преследует Лизу, которая сообщает об этом Хаммершмидту. Лиэнн в последний раз встречается с планирующим покинуть страну Макалланом, которому даёт свой пистолет. В АП ожидают, что в обмен на должность ректора в одном из университетов Уокер в своём выступлении будет ссылаться на 5-ю поправку к Конституции США. Но после встречи с Андервудом тот меняет своё решение и на заседании называет Фрэнка создателем схемы теневого финансирования. Ночью Харви получает аудиосообщение, в котором Эйдан сообщает о своей смерти. |            |                         |                 |                                       |               |             |
| 63 | 11         | «Глава 63» «Chapter 63» | Агнешка Холланд | Лора Исон                             | 30 мая 2017   | HOC-511     |
| В АП рассматривают вероятность импичмента, возможность порицания Фрэнк и Даг отвергают. Хаммершмидт получает данные о том, что Белый дом намеренно использовал угрозу терактов в политических целях в день голосования. В ФБР сообщают Харви, что судя по всему Эйдан покончил с собой, хотя оружие так и не найдено. Клэр просит Тома уйти из Белого дома. Боб Бёрч и Терри Вомак предлагают Фрэнку подать в отставку, ибо юридический комитет готовится инициировать импичмент. Следя за сотрудниками администрации, Даг узнаёт о переданных Эйданом неких данных.На следующий день выходит статья, где со ссылкой на источник в Белом доме сообщается об использовании президентом ненадёжных данных разведки при закрытии избирательных участков. Фрэнк считает ответственной за утечку Дюран, которая договорилась с Ромеро о даче показаний в обмен на иммунитет. Неизвестный присылает Хаммершмидту поздравительную открытку ко Дню рождения, содержащую компьютерный чип. |            |                         |                 |                                       |               |             |
| 64 | 12         | «Глава 64» «Chapter 64» | Робин Райт      | Фрэнк Пульезе и Мелисса Джеймс Гибсон | 30 мая 2017   | HOC-512     |
| После неудачной попытки отговорить Дюран от дачи показаний, Андервуд сбрасывает её с лестницы, полученная ею травма притормаживает работу комитета. Том показывает Клэр свой будущий роман, в котором косвенно описываются преступления Андервудов. Шон благодаря телефону своей девушки узнаёт, что Хаммершмидт интересуется причастностью Андервуда и Стэмпера к смерти Барнс. Фрэнсис просит Дага взять на себя ответственность за убийство Зои. Клэр отравляет Йейтса, оставив труп в доме Ашера. Фрэнк Андервуд даёт показания в юридическом комитете, в ходе которых отвергает предъявленные обвинения и объявляет о своей отставке. |            |                         |                 |                                       |               |             |
| 65 | 13         | «Глава 65» «Chapter 65» | Робин Райт      | Мелисса Джеймс Гибсон и Фрэнк Пульезе | 30 мая 2017   | HOC-513     |
| После заседания юридического комитета Френсис признаётся Клэр, что сам организовал свою отставку, сливая через Дага в прессу компромат на себя. По его плану, с его уходом в частный сектор и назначением Клэр президентом они смогут полностью контролировать Белый дом. Имеющимся компроматом удаётся заставить Ромеро прекратить работу юридического комитета. Харви отдаёт Дэвис присланные материалы о президентской кампании Андервуда, а та возвращает её пистолет, отданный покойному. Сета и Лиэнн увольняют из администрации, последняя решает уехать из города и умирает в подстроенной автоаварии. Клэр сообщает об убийстве военными лидера ИХ Ахмади и начале военной операции в Сирии. Даг, после своего ухода из администрации, признаёт вину в убийстве Барнс. Ожидающий амнистии для себя и Дага Фрэнсис звонит своей супруге, но та уже не отвечает на его звонки. Вместо этого Клэр поворачивается к зрителям и говорит: «Мой черёд».                         |            |                         |                 |                                       |               |             |

### Сезон 6 (2018)
| № общий | № в сезоне | Название                | Режиссёр        | Автор сценария                        | Дата премьеры | Произв. код |
| --- | ---------- | ----------------------- | --------------- | ------------------------------------- | ------------- | ----------- |
| 66 | 1          | «Глава 66» «Chapter 66» | Алик Сахаров    | Мелисса Джеймс Гибсон и Фрэнк Пульезе | 2 ноября 2018 | HOC-621     |
| С событий последнего сезона проходит 100 дней. Фрэнк Андервуд мёртв при загадочных обстоятельствах. Клэр Андервуд вместе с Марком Ашером обсуждает негативное отношение граждан на её должность. Марк Ашер просил Клэр отменить её выступление на 4 июля, но Клэр настаивает на отказе. Даг Стэмпер находится на психиатрическом лечении, упорно продолжая утверждать, что это он убил Зои Барнс. На следующий день Клэр находит у себя в доме, замурованную в стену, птицу и отпускает её. Позже Клэр навещает дом Шепардов — давних знакомых Фрэнка. Билл Шепард негативно обращается к Клэр напоминая о том, что обещания, данные Фрэнком, всё ещё не выполнены. Клэр заявляет об отказе подписывать законопроект, предложенный Биллом. Клэр выступает перед военными новобранцами. Она сообщает, что её первые 100 дней президентства были сложными, но она будет пытаться трудиться ради благополучия страны. На Клэр совершают покушение. Новый репортер Мелоди Круз хочет взять интервью у Клэр, но она отказывается. Вечером Клэр находит на кровати своё супружеское кольцо. Она обращается к зрителям и утверждает, что им интересно, что случилось с бывшим президентом и, по совместительству, её мужем. |            |                         |                 |                                       |               |             |
| 67 | 2          | «Глава 67» «Chapter 67» | Ами Канаан Манн | Фрэнк Пульезе и Мелисса Джеймс Гибсон | 2 ноября 2018 | HOC-622     |
| На заводе Arcas, в городе Белпорт происходит химическая утечка. Клэр решает посетить город и его жителей. Во время экскурсии по эвакуированным домам она предлагает выпить водопроводную воду губернатору и другим чиновникам, однако все они отказываются пить, заставляя ее поверить, что ситуация по-прежнему ужасна. Сет Грейсон теперь работает на "Фонд Свободы Шепардов". Даг решает отказаться от признания и хочет заключить сделку с прокурором. Клэр посещает фонд "Take Aim". Сельский житель сообщает репортеру, что у завода уже были утечки химических веществ в прошлом. |            |                         |                 |                                       |               |             |
| 68 | 3          | «Глава 68» «Chapter 68» | Стейси Пассон   | Шарлотта Стоудт и Шэрон Хоффман       | 2 ноября 2018 | HOC-623     |
| Судья Абруццо находится в Овальном кабинете и рассматривается на должность в Верховном суде. Билл Шепард заставляет недовольную Клэр подписать будущий акт. Клэр встречается с Кэти Дюран и Клэр догадывается, что Кэти собирается давать показания против нее, потому как Билл Шепард влияет на Дюран. Клэр поручает Дагу предотвратить это. Том Хаммершмидт расстроен, что таинственная смерть Фрэнка Андервуда так и не расследована. Том встречается с Дагом, который рассказывает, что Коул баллотируется в спикеры. Марк Ашер романтически связывается с Аннет Шепард. Дюрант хочет встретиться с Дэвис в ресторане, но вместо этого её ждет Джейн. Кэти уходит. Аннет встречается с Клэр, чтобы убедить ее рассмотреть кандидатуру Абруццо. Клэр мстит информацией о том, что у Дункана есть откровенные фотографии несовершеннолетних. Андервуд узнает по телефонному звонку о смертельной болезни, которая была у Кэти. |            |                         |                 |                                       |               |             |
| 69 | 4          | «Глава 69» «Chapter 69» | Эрнест Дикерсон | Джером Хэйрстон и Тян Дзюн Гу         | 2 ноября 2018 | HOC-624     |
| На похоронах Кэти Дюран присутствуют Клэр и Петров. Они вместе обсуждают, как можно урегулировать ситуацию в Сирии. Даг требует помилования для себя и Фрэнка. Клэр предлагает дать Коулу вице-президентство на 2020 год и президентство в 2024 году. Джейн Дэвис говорит Петрову, что она не перестанет бороться с ним, пока его не похоронят. Том Хаммершмидт расследует таинственные смерти, окружающие Андервудов. В последней сцене обнаруживается, что Кэти всё ещё жива и проживает во Франции. |            |                         |                 |                                       |               |             |
| 70 | 5          | «Глава 70» «Chapter 70» | Томас Шламме    | Джейсон Хорвич и Шарлотта Стоудт      | 2 ноября 2018 | HOC-625     |
| Билл Шепард дает интервью и отвечает только на вопросы о президенте. Он критикует сделку с Россией. Кабельные каналы обсуждают где находится президент. Они размышляют о её депрессии. В Белом доме Клэр притворяется слабой перед Марком Ашером. Он решает снять Клэр с поста, сославшись на четвертый раздел 25-й поправки и занять пост президента. Даг посещает своего бывшего психиатра, чтобы получить завещание Фрэнка. Джейн проживает в Белом доме, но решает переехать, чувствуя, что что-то надвигается. Том расспрашивает парня в полицейской машине о Рейчел Познер. Он называет имя Лиза Кэсси. Клэр встречается с Дунканом и просит его прекратить нападки СМИ на нее. У Джейн роман с адвокатом ИХО. Дункан получает досье, что он не сын Аннет. Клэр увольняет весь кабинет министров, который пытался ее снять с должности, сославшись 25-й поправкой и собирает новый, в состав которого входят только женщины. |            |                         |                 |                                       |               |             |
| 71 | 6          | «Глава 71» «Chapter 71» | Луиз Фридберг   | Джейсон Хорвич и Джером Хэйрстон      | 2 ноября 2018 | HOC-626     |
| Клэр делает заявление по телевизору о прошлом аборте. Даг встречает Билла и Аннет Шепард. Он удивлен, что Коул и Армроуз оказались там. Келси назначается постоянным пресс-секретарем даже с обвинениями, что она была связана с Томом Йейтсом и что они встречались в доме вице-президента. Даг сообщает, что Скорски опубликует материал об Аркасе, который обойдется Шепардам в миллиарды. Том Хаммершмидт погибает в предполагаемом ограблении. Кэти Дюран убивают на глазах у Марка Ашера. Позже он находит Джейн Дэвис мертвой у себя дома. В разговоре с Дагом, Клэр рассказывает о подписанном с Фрэнсисом добрачном соглашении, которое предоставит в случае наличия наследника наследство ребенку Клэр и Фрэнка. Клэр показывает Дагу, что беременна от Фрэнка. |            |                         |                 |                                       |               |             |
| 72 | 7          | «Глава 72» «Chapter 72» | Алик Сахаров    | Мелисса Джеймс Гибсон и Фрэнк Пульезе | 2 ноября 2018 | HOC-627     |
| Даг посещает место, где была похоронена Рейчел. Клэр хочет, чтобы Абруццо ушел с поста, потому что он находится под влиянием Шепардов. После ареста Дункана, Аннет решает убить Клэр. Она думает, что Даг хорошо подходит для этой работы. |            |                         |                 |                                       |               |             |
| 73 | 8          | «Глава 73» «Chapter 73» | Робин Райт      | Фрэнк Пульезе и Мелисса Джеймс Гибсон | 2 ноября 2018 | HOC-628     |
| День начинается с пресс конференции в Белом Доме, где Клэр с журналистами обсуждает вопросы по поводу расследования министерства юстиции, в котором подозревают Фрэнсиса Андервуда в завышении голосов на выборах в 2016, объявив ЧС в некоторых штатах. В этот же момент Даг начинает опубликовывать в прессу информацию из дневника Фрэнка, провоцируя тем самым Клэр. Нэйтан Грин подает рапорт об увольнении из ФБР, однако Клэр его не принимает. Аннет и Марк обсуждают дальнейшие действия по освобождению Дункана из под ареста. Даг делится с Джанин информацией для ее статьи о Фрэнке Андервуде, но не может подтвердить участие Фрэнсиса в убийствах. Билл Шепард даёт интервью на телеканал, где обсуждает сливы информации от Дага и действия Клэр. Разлад между сестрой усиливается. Даг ставит ультиматум Клэр: либо она перестаёт очернять память о Фрэнке, либо он продолжает публиковать отрывки из дневника. Петров уговаривает Клэр не бросать ядерную бомбу на ОИХ, угрожая заседанием ООН. Аннет готовит Дага к покушению на Клэр. На очередном заседании президент принимает окончательное решение, приказывая принести ядерный чемодан. Стампер присылает в Овальный кабинет плеер с голосом Фрэнсиса. Даг встречается с Клэр в её кабинете. В диалоге бывший помощник Андервуда говорит, что это именно он убил Фрэнка, подставив это как несчастный случай в результате передозировки лекарствами. Стампер случайно ранит Клэр ножом для бумаги и просит прощения у неё, а позже погибает от ранения в живот и удушья. Сериал заканчивается цитатой Клэр: "Ну вот... Боли больше нет." |            |                         |                 |                                       |               |             |

## Награды и номинации

### Награды
- 2015 — «Золотой глобус»
  - Лучшая мужская роль в драматическом сериале (Кевин Спейси)[17]
- 2015 — «Эмми»
  - Лучший приглашённый актёр в драматическом сериале (Рег Кэти)

### Номинации
- 2015 — «Золотой глобус»
  - Лучший драматический сериал
  - Лучшая женская роль в драматическом сериале (Робин Райт)